# Kruszyny-Rumunki
Kruszyny-Rumunki – to przysiółek wsi Kruszyny w Polsce, położony w województwie kujawsko-pomorskim, w powiecie brodnickim, w gminie Bobrowo.

## Podział administracyjny
| SIMC    | Nazwa       | Rodzaj     |
| ------- | ----------- | ---------- |
| 1062470 | Frydrychowo | przysiółek |

W latach 1975–1998 miejscowość administracyjnie należała do województwa toruńskiego.

## Demografia
Według Narodowego Spisu Powszechnego (III 2011 r.) liczyły 58 mieszkańców. Są najmniejszą miejscowością gminy Bobrowo.